# 熱血!ドラゴンズ宣言
『熱血!ドラゴンズ宣言』（ねっけつ ドラゴンズせんげん）は、1993年4月4日から同年9月26日まで中京テレビで放送されていた中日ドラゴンズの情報番組。放送時間は毎週日曜 12:00 - 12:30 （日本標準時）。

## 概要
『週刊ドラドラ生放送』から数えて6代目のドラゴンズ応援番組である。5代目の『スポーツまるごと!ドラドラ天国』はスポーツ全般を話題に取り上げていたが、この番組では再びドラゴンズ一辺倒の内容に戻った。司会には日本ハムファイターズ（当時）ファンとして知られる伊集院光を、番組アシスタントには元ミス・ユニバース・ジャパンの安藤晃子を起用していた。そして、解説には『ドラドラ天国』から引き続き三沢淳を起用していた。
それまでのドラゴンズ応援番組には無いような型破りな企画（後述）も実施していたが、番組はわずか半年で打ち切られた。これは、中京テレビが放送してきたドラゴンズ応援番組の中で最短の打ち切り記録である。

## エピソード
- 伊集院はこの番組の司会を引き受けるに当たり、「ドラゴンズを応援するなら真の名古屋人になるべし」との指令を受けた。それに従い、住民票の本籍を東京都荒川区から名古屋市へ移したが、番組が半年で打ち切られてしまったため、改めて荒川区へ戻す破目になった。
  - 後に日本テレビの『進め!電波少年』やフジテレビの『投稿!国民生活向上センター』（2005年12月27日放送分）でも同様に、芸能人の本籍変更企画が行われた。お笑い芸人のノッチは後者の番組の企画で、本籍をフジテレビ本社と同位置の東京都港区台場二丁目へ移している。
- 初回の放送では、名古屋在住の美人ドラファンが「私、ドラゴンズのためならパンティーも脱ぎま〜す」と言ってテレビカメラの前でパンティーを脱ぎ、荒木師匠よろしくパンティーをジュリ扇代わりに振り回しながら踊ってみせたことがある。ただし、このハプニングが起きたのは番組の生放送中ではなくロケVTR中であり、また、スカートは履いていた。ちなみに、そのVTRは先述の生ダラの中で放送され、日本全国に流れることになった。
- 伊集院との繋がりからか、『週刊少年ジャンプ』のジャンプ放送局などで活躍していたハガキ職人・岡戸孝宏も準レギュラーのような形でVTR出演していた。彼はこの番組で、当時ドラゴンズの内野手だった前原博之の応援歌（畑中葉子の「後から前から」の替え歌）などを披露していた。なお、この番組の題字（タイトルロゴ）は、当時前原の夫人だった矢野きよ実が手掛けたものである。
- 日本テレビの『とんねるずの生でダラダラいかせて!!』で行われた系列局ディレクター対抗クイズ大会という企画に、この番組のディレクターが出場したことがある。同大会の優勝局にはその出場者担当のローカル番組にとんねるずが出演するという特典が付けられていたが、中京テレビは福島中央テレビに僅差で敗れ、とんねるずは福島中央テレビのローカル番組『輝いて…土曜日』に出演することが決定。これにより、ドラゴンズ宣言にとんねるずが生出演をする機会は幻となってしまった。